# Justin Robinson (ur. 1995)
Justin DeVaughn Robinson (ur. 12 kwietnia 1995 w  Kingston) – amerykański koszykarz, występujący na pozycji rozgrywającego, obecnie zawodnik Brose Bamberg.

## Kariera sportowa
W 2016 wziął udział w turnieju Adidas Nations Counselors.
W 2017 reprezentował Miami Heat, podczas rozgrywek letniej ligi NBA w Orlando i Las Vegas.  
8 lipca 2021 został zawodnikiem niemieckiego Brose Bamberg.

## Osiągnięcia
Stan na 9 lipca 2021, na podstawie, o ile nie zaznaczono inaczej.
NCAA
- Mistrz sezonu regularnego konferencji Metro Atlantic Athletic (2016, 2017)
- Koszykarz roku MAAC (2016, 2017)[5]
- Laureat Lou Henson Award (2017)[6]
- MVP Advocare Invitational (2016)
- Zaliczony do:
  - I składu:
    - MAAC (2015–2017)
    - turnieju:
      - MAAC (2016, 2017)
      - Portsmouth Invitational Tournament (2017)
      - Advocare Invitational (2016)

  - składu honorable mention MAAC (2016, 2017)
- Zawodnik tygodnia MAAC (23.01.2017, 6.02.2017, 20.02.2017)
- Lider MAAC w:
  - średniej:
    - punktów (2017 – 19,7)
    - przechwytów (2016 – 2,2)

  - liczbie:
    - punktów (2016 – 693, 2017 – 669)
    - przechwytów (2016 – 79)
    - celnych:
      - (185) i oddanych (219) rzutów wolnych (2016)
      - (2016 – 215) i oddanych (2016 – 488, 2017 – 508) rzutów z gry

    - rozegranych minut (2016 – 1184)

Drużynowe
- Finalista Pucharu Włoch (2021)
- Uczestnik rozgrywek:
  - Ligi Mistrzów FIBA (2018)
  - FIBA Europe Cup (2018)
  - VTB (2018 – 6. miejsce)

Indywidualne
- MVP miesiąca:
  - VTB (luty - 2017/2018)
  - ligi francuskiej (październik 2018)
- Uczestnik meczu gwiazd ligi francuskiej (2018)
- Zwycięzca konkursu liderów, rozgrywanego podczas meczu gwiazd ligi francuskiej (2018, 2019)
- Lider:
  - francuskiej ligi Pro A w asystach (2019)
  - ligi włoskiej w przechwytach (1,6 – 2021)[7]